# Ларго Кабальеро, Франсиско
Франси́ско Ла́рго Кабалье́ро (исп. Francisco Largo Caballero; 15 октября 1869, Мадрид — 23 марта 1946, Париж) — испанский политик-синдикалист, глава Испанской социалистической рабочей партии (ИСРП) и Всеобщего союза трудящихся после смерти их основателя Пабло Иглесиаса. В период второй республики занимал пост министра труда (1931—1933) и был председателем правительства (1936—1937).

## Работа в профсоюзах и социалистической партии
Профсоюзный деятель, участвовал в первой забастовке строительных рабочих в 1890, вступил в ИСРП в 1894. Участвовал в деятельности комитета, организовавшую в 1917 всеобщую забастовку, за что был приговорён к пожизненному заключению, которое отбывал в тюрьме Картахены. Однако уже через год был избран депутатом кортесов (парламента) и освобождён из тюрьмы. В период диктатуры генерала Мигеля Примо де Ривера был сторонником сотрудничества с его режимом, чтобы сохранить возможность для легальной деятельности профсоюзов, занимал пост государственного советника (противоположную позицию занимал другой лидер социалистов Индалесио Прието). В 1908—1918 был вице-президентом, а в 1918—1937 — генеральным секретарём Всеобщего союза трудящихся. В 1930 вошёл в состав Революционного комитета, готовившего свержение монархии, за что в декабре того же года был арестован.
После провозглашения Испании республикой был министром труда в правительствах Нисето Алькала Саморы и Мануэля Асаньи (1931—1933). В 1932—1935 был председателем исполнительной комиссии ИСРП. В конце 1933, после победы на парламентских выборах правой оппозиции эволюционировал влево, начал выступать в поддержку социалистической революции (в отличие от более умеренного Прието). Осенью 1934, после неудачных антиправительственных восстаний в Астурии и Каталонии, Ларго Кабальеро был арестован, приговорён к 30 годам лишения свободы, в 1936 был освобождён. Сторонник соглашений ИСРП с анархистами и коммунистами и даже объединения ИСРП с компартией в одну партию (Кабальеро, правда, при этом подразумевал, что коммунисты должны просто вступить в ИСРП), что вызывало неприятие со стороны Прието, считавшего, что Ларго делает это из конъюнктурных целей — ради того, чтобы расколоть Народный фронт (Кабальеро действительно хотел противопоставить Народному фронту некий «Рабочий фронт», состоящий из коммунистов и социалистов, под руководством, естественно, его, Ларго). Справедливость обвинений в конъюнктурности подтвердилась последующим поведением Кабальеро — уже в апреле 1936 г. он как-то прекратил пропаганду единства рабочего движения, так как в этом месяце КПИ резко обошла ИСРП по численности членов (к началу мятежа коммунистов было ок.110 тыс., тогда как социалистов — всего 59 тыс.), соответственно, в будущей объединённой рабочей партии ключевые позиции вряд ли бы оказались в руках ИСРП.
Кабальеро и его сторонники пользовались популярностью среди рабочих (кроме шахтеров Астурии) благодаря своим призывам к спонтанным действиям и критикой «буржуазного» правительства Народного фронта (и в том, и в другом кабальеристы смыкались с анархистами), призывам к завоеванию власти пролетариатом любыми средствами, к немедленному установлению диктатуры пролетариата (подразумевалось, что это будет диктатура ИСРП). «Социализм сегодня!» — кричали на митингах агитаторы левого крыла ИСРП. Неудивительно, что Ларго Кабальеро называли «Испанским Лениным».

## Премьер-министр

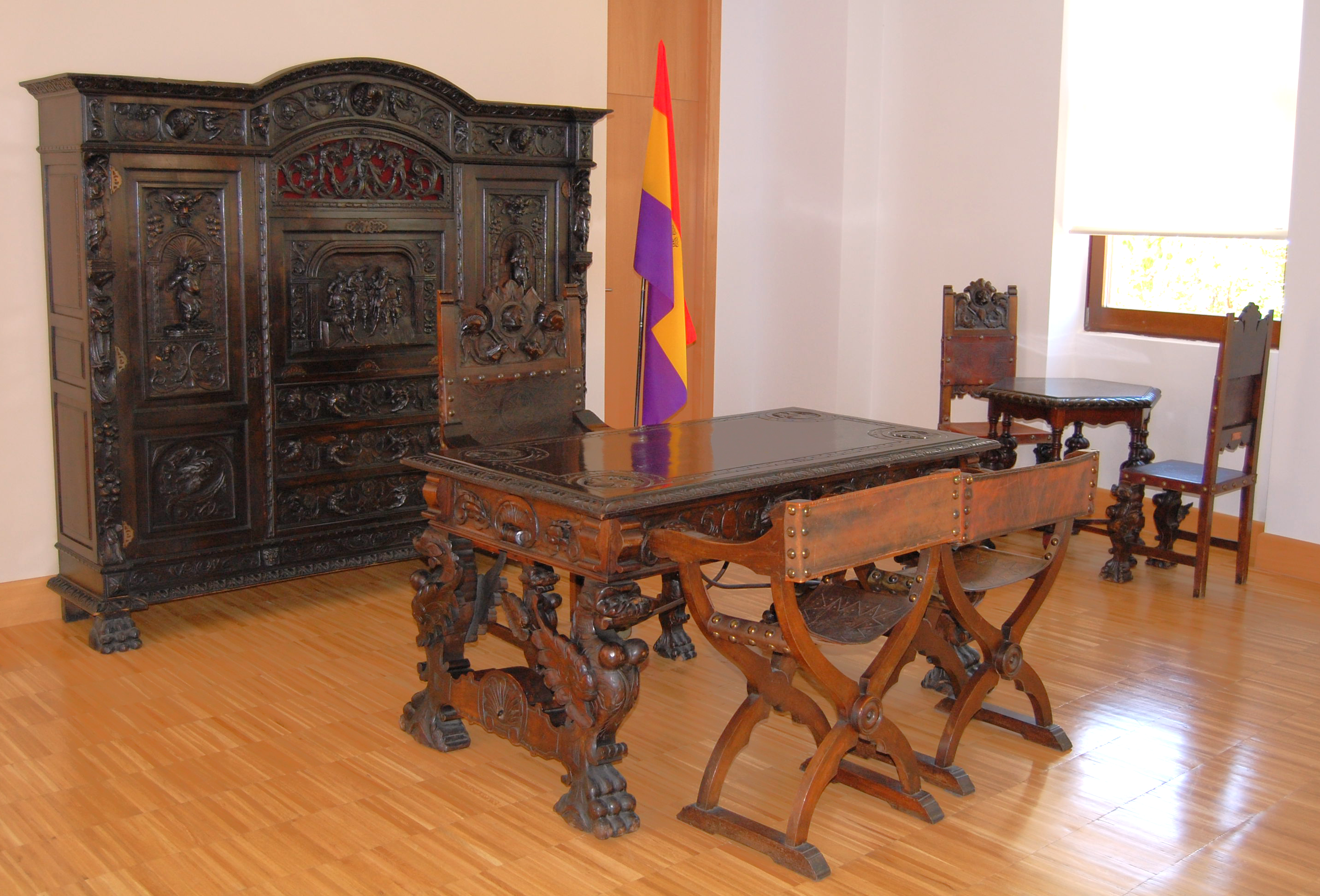
Офис Франсиско Ларго Кабальеро, хранящийся в Архиве рабочего движения в Алькала-де-Энарес.

Вскоре после начала гражданской войны и сдачи Талаверы 4 сентября 1936 г. Ларго Кабальеро стал премьер-министром и военным министром, занимал эти посты в сентябре 1936 — мае 1937.
Став премьер-министром и громогласно заявив, что его правительство — это «правительство победы», Кабальеро, однако, постоянно затягивал формирование регулярной Республиканской Армии, ссылаясь на то, что Испания — колыбель партизан, а не солдат. Тем не менее, когда коммунисты и советские военные советники предложили создать партизанские отряды для действий в тылу мятежников (при симпатиях населения почти всей Испании к республике это напрашивалось само собой), Кабальеро долго этому противился. Он считал, что партизан должен воевать на фронте. С чисто военной точки зрения у Кабальеро был ещё один «пунктик», едва не приведший к сдаче Мадрида. Премьер почему-то всеми силами противился возведению вокруг столицы укрепленных рубежей обороны. Он полагал, что окопы и доты гасят боевой дух милиции. Для этого человека словно не существовали горькие уроки «черного» августа на юге Испании, когда легионеры и марокканцы устраивали народной милиции настоящие побоища в чистом поле. К тому же Кабальеро противился посылке на строительство укреплений членов профсоюза строителей, так как те были из «своего», «родного» ВСТ!
Неблагоприятный ход военных действий и вооруженный конфликт между республиканскими войсками с одной стороны и членами Рабочей партии марксистского единства (ПОУМ) (которую Ларго Кабальеро отказывался запретить, несмотря на давление властей СССР) и анархо-синдикалистами из НКТ и ФАИ с другой в Барселоне привели к резкому ослаблению позиций правительства, за отставку главы которого выступили как представители различных испанских политических сил (коммунисты, левые республиканцы, сторонники Прието в ИСРП), так и руководство СССР. В результате в мае 1937 Ларго Кабальеро был смещён с занимаемых постов в правительстве. Также был снят с поста главы Всеобщего союза трудящихся.

Российский историк С. Ю. Данилов назвал Ларго Кабальеро «популярным, но не самым одарённым социалистом». По его словам, 

простонародное происхождение, бытовая честность и простота, трудовые мозоли и пребывание в тюрьме создали Ларго авторитет в массах, которого не хватало Прието. Несмотря на солидный возраст (67 лет), Ларго выглядел свежим и бодрым, а его рабочий день составлял не менее 11 часов.

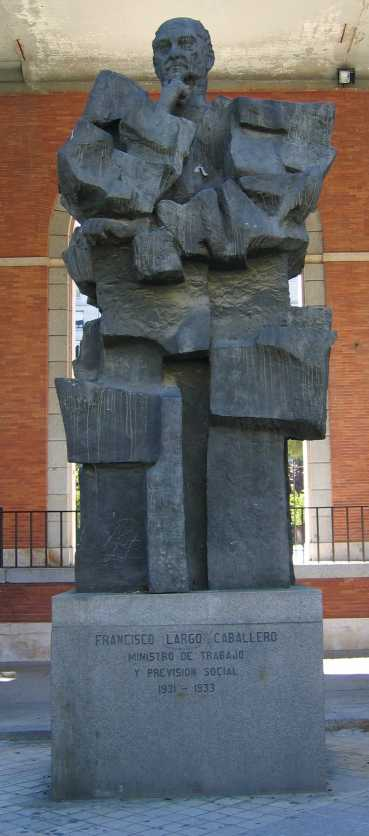
Памятник Франсиско Ларго Кабальеро в Мадриде работы скульптора Хосе Ноха (José Noja).

За всю войну рабочий график Кабальеро не изменился — он вставал в 8 утра и заканчивал работу в 8-9 вечера. Будить себя ночью он строго запретил. И это в тот период, когда судьбы войны решали даже не дни, а часы.

## Эмигрант
В январе 1939 года, после занятия франкистскими войсками Каталонии, он эмигрировал во Францию, после оккупации которой немецкими войсками в 1940 году был арестован. В 1943—1945 годах находился в немецком концлагере Заксенхаузен-Ораниенбург, откуда был освобождён Красной армией. Вернулся во Францию, где вскоре скончался в бедности. Автор небольших записок «Письма к другу».

## Память о Ларго Кабальеро
В 1978 году, после демонтажа франкистского режима, останки Ларго Кабальеро были перенесены в Мадрид, где в церемонии перезахоронения, организованной ИСРП и профсоюзами, участвовали 500 тысяч человек. В том же году Всеобщий союз трудящихся создал фонд его имени. В 1985 году в Мадриде ему был поставлен памятник.